# Club Deportivo y Cultural Sport Boys
El Club Deportivo y Cultural Sport Boys, también conocido como Sport Boys Warnes fue un club de fútbol boliviano de la ciudad de Warnes, Santa Cruz. Fue fundado el 17 de agosto de 1954 y refundado en 2001. Actualmente participa en la Asociación Cruceña de Fútbol.
En la temporada 2015-16 se proclamó campeón de la Liga boliviana por primera vez en sus 61 años de existencia, lo cual significó la mayor hazaña en su historia.
A nivel internacional participó por primera vez en su historia en la Copa Libertadores de América el año 2017.
Su clásico rival es el equipo de Guabirá con quien disputa el Clásico del Norte, este partido es considerado como uno de los más atractivos de Santa Cruz, además tiene una fuerte rivalidad con los equipos de Blooming, Oriente Petrolero y el Club Bolívar.

## Historia

### Fundación y era amateur
El Club Deportivo Sport Boys fue fundado el 15 de agosto de 1954, en inmediaciones de las Siete Calles, en Santa Cruz de la Sierra, por un grupo de comerciantes del lugar —entre vallegrandinos y camireños—. Teniendo como objetivo la práctica del deporte en especial el fútbol.
Los fundadores decidieron adoptar el nombre de Sport Boys  —muchachos del deporte—.
Posteriormente el equipo de fútbol fue inscrito en los torneos de divisiones menores de la Asociación Cruceña de Fútbol (ACF). Luego, con el transcurrir del tiempo pasó a las de mayores de ascenso, a la Primera B y por último a la Primera A. Un par de títulos en Ascenso lo llevaron a la B, pues se debatía entre esas categorías.
En 1984 obtuvo el título en la Primera B, lo que le permitió llegar a la Primera A el siguiente año; sin embargo, no fue constante en esa categoría.

### Refundación
A principios de los años 2000 el club fue adquirido por un grupo de aficionados al fútbol en Warnes, encabezados por Pedro Zurita, que tenían el deseo de contar con un equipo que representara a esa población del norte de Santa Cruz.
El club fue refundado el 23 de agosto de 2001 como Club Deportivo y Cultural Sport Boys Warnes. Zurita fue el primer presidente de la segunda época del club y quien diseñó su funcionamiento. porque los antiguos dirigentes de Sport Boys estaban decididos a dejar la categoría “B”, pues no tenían quiénes lo financien, de manera que había el riesgo de su desaparición. Entonces apareció Zurita y el club cambió de ciudad a Warnes. Los jugadores no continuaron, pues la nueva directiva decidió nutrirlo con futbolistas Warneños, ese fue el propósito esencial de la compra.
“Mi persona compró el club porque siempre quisimos tener un equipo del pueblo que nos representara en el departamento. Además que era parte de un sueño que teníamos de chicos, éramos buenos deportistas, pero no había un club en donde mostrarnos, entonces ya de mayores y pudientes tomamos la decisión de adquirir el club”, según Zurita, dueño de la entidad.
Durante cinco años —bajo la presidencia de Zurita— el club compitió en la categoría B, en la que se consolidó con elemento local hasta lograr el ascenso a Primera A, bajo la conducción del entrenador Fausto Céspedes.
Así llegaron sus presidentes más exitosos del último tiempo: Mario Cronembol, quien lo ascendió y Carlos Romero, quién lo saco campeón.

### Primera participación nacional
En el 2012 El Toro warneño finaliza segundo en la temporada de la Asociación Cruceña de Fútbol y con ello logra clasificar a la Copa Bolivia 2012, torneo de carácter oficial organizado por la Asociación Nacional y que clasificaba tres equipos al Nacional B 2012/13.
En esa copa, el cuadro warneño disputó la "Serie B", la cual se jugó en su estadio, el Samuel Vaca Jiménez, ante los subcampeones de Cochabamba, Oruro, Pando, Beni y el tercero de Chuquisaca.
El primer partido fue un empate ante EM Huanuni en uno, a partir de allí, ganó sus restantes cuatro partidos, terminando así primero de grupo y clasificando a las semifinales del torneo. En las semifinales se enfrentó a Enrique Happ-Real Trópico en La Bombonera de Tarija. En ese partido, "el toro" cayó por cuatro goles y debió disputar el partido por el tercer puesto para poder clasificar al Nacional B.
En el partido por el tercer puesto se enfrentó al segundo de su propio grupo en la primera fase, PSJ La Palmera, al cual venció 2 a 1 con goles de Óscar Araúz e Isaías Viruez, con ello, clasificó como tercero de la Copa Bolivia al Nacional B 2012/13.

### Nacional B 2012/13
El 13 de octubre de 2012 debuta en el Nacional B como local en un empate a tres ante Real Santa Cruz. En este torneo, participó en la "Serie A", grupo conformado por cinco equipos. Tras ocho partidos, con seis victorias y dos empates, logró clasificar al hexagonal final.
El hexagonal final comenzó tras el receso de verano, cuando en febrero del 2013, Sport Boys recibió a Oruro Royal Club y lo venció 3 a 1. Esta segunda etapa fue más dura, el equipo no estuvo en zona de ascenso sino hasta las últimas dos fechas.
Al finalizar segundo, el equipo accedió a disputar el ascenso indirecto, contra el penúltimo clasificado del Campeonato de Primera de 2012/13, el Club Petrolero. Tras dos empates seguidos, la serie se definió en el tercer encuentro, cuando con dos goles de Joaquín Botero, Sport Boys logró ascender a la máxima división nacional, convirtiéndose en el cuarto equipo cruceño.

### Primera División
Para la máxima división, y siendo ya un equipo profesional, el equipo warneño contrató a Esteban "el Bichi" Fuertes, jugador que se encontraba retirado.
"El Bichi" fue decisivo en el debut en el Torneo Apertura de Primera División marcando un gol que le permitió a Sport Boys vencer al Bolívar. En ese torneo, el club terminó décimo, con cinco victorias, ocho empates y nueve derrotas.
Para el Torneo Clausura se contrató a Néstor Clausen como entrenador, se fue el "Bichi" Fuertes, quien se retiró de la práctica deportiva, y se contrató a Héctor Murillo y a Anderson Gonzaga.
Para el Torneo Clausura del 2015 primero bajo la dirección del paraguayo Celso Ayala que duró hasta la fecha 10 y desde la fecha 11 hasta la 22 incluido los partidos del descenso indirecto bajo dirección de Victor Hugo "Tucho" Antelo, el toro warneño finalizó en el puesto 11 en la tabla de posiciones, pero en la tabla de promedios quedó 11.º con 1,000 de promedio con una malísima campaña jugó el descenso indirecto de categoría con Atlético Bermejo de Bermejo, Tarija. donde se disputaros tres encuentros el primer encuentro terminó 3 a 1 para el elenco de Bermejo. la vuelta en Warnes terminó con una victoria de 4 a 1 lo que permitía jugar un partido de desempate en Cochabamba el día 7 de junio con el resultado de 2 a 0 lo que permitía al elenco de Warnes permanecer en el seno de la liga. 
En el Torneo Apertura del 2015 ya salvado del descenso en el momento antes del descenso indirecto asume la presidencia del club tras la sorpresiva renuncia de Mario Cromemnbold el Dr. Carlos Romero, actual ministro de gobierno de Bolivia, que para ello contrata al argentino Carlos Leeb donde la primera vista del conjunto de Warnes era alejarse de la tabla de promedios lo más lejos posible, pero se dio por hecho conforme avanzaba el torneo hasta que llegaron a la primera posición del torneo inclusive soñar con ser campeón pero el sueño se hizo realidad en la fecha 22 Sport Boys logró ganar esa tarde a Ciclón por 3-0  en el estadio Samuel Vaca de la ciudad de Warnes, en la recta final del Campeonato Apertura de la Liga del Fútbol Profesional Boliviano y se convirtió en el nuevo campeón.
Para el Torneo Apertura del 2016 primero bajo la dirección del cochabambino Eduardo Villegas que duró hasta la fecha 4 debido a los malos resultados de 4 partidos jugados solo obtuvo 3 derrotas y un empate fue destituido de su cargo y desde la fecha 4 hasta la 22 i bajo dirección del español Xabier Azkargorta el toro warneño finalizó en el puesto 8 en la tabla de posiciones con 26 unidades,  lo que permitía al elenco de Warnes realizar una campaña bastante accesible en el torneo de la liga.
Antes de finalizado el propio Torneo Clausura, "el toro" comenzó a mover el mercado de traspaso, incorporando a Cristian Fabbiani, jugador que estuvo inactivo por dos años, y el pase más notorio, el que más repercusión causó, la incorporación del presidente en ejercicio Evo Morales.

### Problemas económicos, desafiliación y descenso
Los problemas empezaron cuando el club quedó eliminado de la Copa Libertadores 2017, ya que vendría una crisis económica que golpeaba al club, también una posible demanda de contratos de jugadores, a pesar de eso el club seguía manteniéndose en Primera para la Temporada 2018, el equipo de la mano de César Vigevani tuvo un buen desempeño y estuvo casi de llegar a clasificar a la Copa Sudamericana, pero al final no se logró pero los problemas económicos aun estaban acechando al club.
El club bajo el nivel de fútbol en 2019, tuvo un Torneo Apertura cuestionable ya que terminó en la posición 12° con 23 puntos, ya para el Torneo Clausura el club tuvo la misión de alejarse de la zona de descenso de categoría, pero al pasar más fechas el club siguió perdiendo puntos como local, hasta que todo se torno negro cuando ocurrió la crisis política en Bolivia, pues esto afecto no solo al club sino a los demás equipos profesionales, además el club perdió puntos por falta de pagos, no tenía un entrenador oficial, una cancha donde entrenar y falta de socios al club, otro golpe fue la desaparición de su entonces presidente Carlos Romero, que era el ministro de gobierno que estaba involucrado en la crisis política, luego de un gran paréntesis en el torneo, Sport Boys volvió a enfrentar las últimas 10 fechas, ganando solo 2 partidos hasta llegar a la última fecha donde enfrentaría a Real Potosí, sin embargo el club no se presentó al partido, según la información del Club fue porque no habría espacios para el vuelo, sin embargo la FBF dejó a un lado todo y se determinó que el club quedara marginado de Primera División sin poder jugar el indirecto contra Real Santa Cruz que este último tomó su lugar para la Temporada 2020.

### Escudo

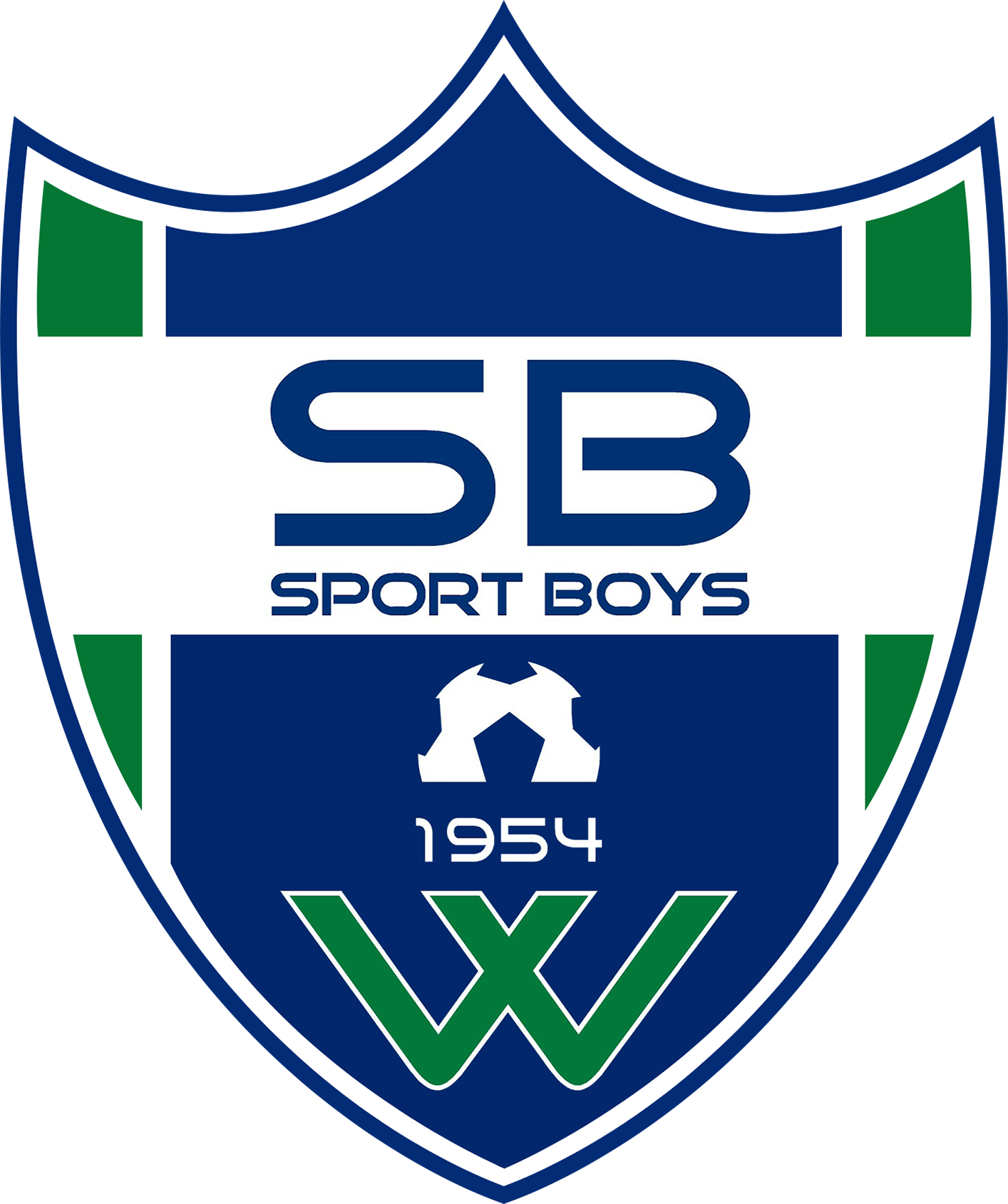
Escudo actual usado por el Club Sport Boys.

## Uniforme
El color representativo de Sport Boys es el azul, los colores representativos de la temporada actual son los siguientes: 
- Uniforme titular: Camiseta, pantalón y medias azules, con detalles en blanco.
- Uniforme alternativo: Camiseta, pantalón y medias naranjas.

| Titular | Visitante |

## Estadio
El «Estadio Samuel Vaca Jiménez» se encuentra ubicado en la ciudad de Warnes, más precisamente en la Avenida Viru Viru. Fue inaugurado el 25 de mayo de 2010 y, a través de numerosas reformas, logró alcanzar su actual capacidad de 9 000 espectadores.

## Datos de club
- Puesto histórico: 23.º
- Temporadas en Primera División: 13 (2013/14 - 2019).
- Mejor puesto en Primera División: 1.° (Apertura 2015).
- Mayor goleada a favor
  - En Primera División: 6 - 2 vs. Real Potosí (25 de septiembre de 2019).
- Mayor goleada en contra
  - En Primera División: 0 - 7 vs. The Strongest (4 de diciembre de 2019).
  - En torneos internacionales: 1 - 5 vs.  Atlético Mineiro (3 de mayo de 2017 por Copa Libertadores 2017).
- Debut en Primera División: 4 de agosto de 2013, Sport Boys 1 - 0 Bolívar.
- Primer partido en torneos internacionales: 3 - 3 contra  Libertad (8 de marzo de 2017) (Copa Libertadores 2017).
- Jugador con más partidos disputados: Marcos Ovejero (130 partidos oficiales).
- Jugador con más goles: Marcos Ovejero (30 goles en competiciones oficiales).
- Participaciones internacionales:
  - Copa Libertadores: 1 (2017).

### Partidos históricos
| 1.° | 13 de junio de 2013      | Petrolero   | 2-0 | Santa Cruz de la Sierra | Ascenso a la liga profesional.                            |
| 2.° | 4 de agosto de 2013      | Bolívar     | 1-0 | Santa Cruz de la Sierra | Primer partido y primera victoria en la liga profesional. |
| 3.° | 20 de diciembre de 2015  | Ciclón      | 3-0 | Santa Cruz de la Sierra | Primer título nacional.                                   |
| 4.° | 8 de marzo de 2017       | Libertad    | 1-1 | Santa Cruz de la Sierra | Primer partido internacional.                             |
| 5.° | 25 de septiembre de 2019 | Real Potosí | 6-2 | Santa Cruz de la Sierra | Mayor goleada conseguida en la liga profesional.          |

| Año  | Competición            | Ronda          | Rival            | Local | Visita | Global   |
| ---- | ---------------------- | -------------- | ---------------- | ----- | ------ | -------- |
| 2017 | Copa Libertadores 2017 | Fase de grupos | Godoy Cruz       | 1–3   | 2–0    | 4° lugar |
| 2017 | Copa Libertadores 2017 | Fase de grupos | Atlético Mineiro | 1–5   | 5–2    | 4° lugar |
| 2017 | Copa Libertadores 2017 | Fase de grupos | Libertad         | 3–3   | 1–1    | 4° lugar |

## Palmarés

### Torneos nacionales (1)
| Competición nacional            | Títulos        | Subcampeonatos |
| ------------------------------- | -------------- | -------------- |
| Primera División de Bolivia (1) | Apertura 2015. |                |
| Copa Simón Bolívar              |                | 2012/13. (1)   |

### Torneos regionales
| Competición regional | Títulos | Subcampeonatos |
| -------------------- | ------- | -------------- |
| Campeonato Cruceño   |         | 2011/12. (1)   |

### Torneos amistosos
| Competición       | Títulos | Subcampeonatos |
| ----------------- | ------- | -------------- |
| Copa Amazonas (1) | 2015.   |                |

## Jugadores

### Máximos goleadores
Estos son los jugadores que más goles anotaron con la camiseta de Sport Boys por partidos oficiales nacionales e internacionales.
| #   | Jugador                 | Liga | Internacional | Total |
| --- | ----------------------- | ---- | ------------- | ----- |
| 1.º | Marcos Ovejero          | 30   | 0             | 30    |
| 2.º | Leandro Volgioti        | 23   | 1             | 24    |
| 3.º | Martín Prost            | 23   | 0             | 23    |
| 4.º | Alberto Salazar Herrera | 18   | 1             | 19    |
| 5.º | Leandro Ferreira        | 18   | 0             | 18    |
| 6.º | Yasmani Duk             | 16   | 0             | 16    |

### Jugadores con más partidos
| #   | Jugador          | Temporadas               | Total |
| --- | ---------------- | ------------------------ | ----- |
| 1.º | Marcos Ovejero   | 2013-2017. (5)           | 130   |
| 2.º | Rosauro Rivero   | 2014-2017. (4)           | 116   |
| 3.º | Leandro Ferreira | 2013-2014, 2017-2018 (4) | 97    |
| 4.º | Juan Galvis      | 2013-2016. (4)           | 96    |
| 5.º | Gery García      | 2015-2019. (5)           | 92    |
| 6.º | Rodrigo Cobos    | 2009-2010. (2)           | 70    |

## Entrenadores

### Cronología
- David de la Torre (2013)
- Edgardo Malvestiti (2013)
- Hilda Ordóñez (2013)
- Néstor Clausen (2014)
- Víctor Hugo Antelo (2014)
- Celso Ayala (2015)
- Víctor Hugo Antelo (2015)
- Carlos Fabián Leeb (2016)
- Sergio Apaza (2016)
- Eduardo Villegas (2016)
- Xabier Azkargorta (2016-17)
- Pablo Caballero Cáceres (2017)
- Sergio Apaza (2017)
- Marcos Ferrufino (2017-18)
- César Vigevani (2018)
- Carlos Fabián Leeb (2019)
- Christian Lovrincevich (2019)
- Víctor Hugo Antelo (2019)
- Mauro Blanco (2019)

## Afición
Desde su ascenso Sport Boys se ha convertido en el equipo más popular del municipio Warnes, al ser el único que representa a esa ciudad. También posee varios seguidores en el departamento de Santa Cruz y en algunos departamentos del interior del país.

### Barras organizadas
Los Walas es la Barra brava oficial del club, está conformada por grupos de personas de diferentes edades, barrios y municipios de Santa Cruz. Se caracterizan por su apoyo incondicional y su fidelidad.

## Rivalidades

### Clásico del Norte
El llamado «Clásico del Norte» es una rivalidad muy reciente en el fútbol boliviano, protagonizada entre Sport Boys de Warnes y Guabirá de Montero, los dos equipos más importantes del norte cruceño. Este encuentro se ha convertido en unos de los partidos más importantes de Santa Cruz.

### Otras rivalidades
Sport Boys mantiene una fuerte rivalidad con los principales equipos del departamento de Santa Cruz: Oriente Petrolero y Blooming. También existe una rivalidad especial con el Club Bolívar de la ciudad de La Paz.